# The Siege
The Siege (bra: Nova York Sitiada; prt: Estado de Sítio ou The Siege - Estado de Sítio) é um filme estadunidense de 1998, dos gêneros drama, ação, policial e suspense, dirigido por Edward Zwick, com roteiro de Lawrence Wright, Menno Meyjes e do próprio diretor.

## Sinopse
Após o sequestro de um líder religioso islâmico, a cidade de Nova York vira o lavo de ataques terroristas. O agente do FBI Anthony Hubbard (Denzel Washington), a oficial da CIA Elise Kraft (Annette Bening) e o general do Exercito Americano William Deveraux (Bruce Willis) unem forças para capturar o perigoso grupo que espalha bombas em diversos pontos da cidade levando-a ao caos e pânico.

## Elenco
- Denzel Washington.... agente do FBI Anthony "Hub" Hubbard
- Annette Bening.... oficial da CIA Elise Kraft / Sharon Bridger
- Bruce Willis.... general William Devereaux, Exército dos EUA
- Tony Shalhoub.... agente especial do FBI Frank Haddad
- Aasif Mandvi.... Khalil Saleh
- Sami Bouajila.... Samir Nazhde
- Ahmed Ben Larby.... xeque Akhmed bin Talal
- Lianna Pai.... agente do FBI Tina Osu
- Mark Valley.... agente do FBI Mike Johanssen
- David Proval.... agente do FBI Danny Sussman
- Lance Reddick.... agente do FBI Floyd Rose

## Recepção da crítica
O filme recebeu críticas mistas dos críticos. Rotten Tomatoes entregou ao filme uma pontuação de 45% com base em 60 comentários, marcando-o assim "podre".
Roger Ebert deu ao filme 21/2 estrelas de quatro, escrevendo que o diretor Edward Zwick faz um bom trabalho com cenas de multidão, mas criticando que ele é desajeitado.

## Bilheteria
O filme arrecadou US$ 40,9 milhões na América do Norte e US$ 75,7 milhões em outros territórios, para um orçamento de US$ 70 milhões.

## Controvérsia
Quando o filme estreou, o American-Arab Anti-Discrimination Committee ("Comitê Antidiscriminação Árabe-Americano", em tradução livre) manifestou-se contra o filme. Seu porta-voz, Hussein Ibish, chegou a declarar que "The Siege é extremamente ofensivo. É mais que ofensivo. Estamos acostumados a ofensas, que se tornaram rotina, mas este filme é realmente perigoso [pois] "reforça estereótipos que levam a crimes de ódio." Ibish reconheceu que terroristas árabes, de fato, bombardearam o World Trade Center em 1993, mas disse que os grupos árabes e islâmicos estão muito preocupados com a "equação entre práticas muçulmanas e terrorismo. [Graças a este filme], cada vez que alguém passa pelo abdesto muçulmano, a lavagem ritual das mãos que todo mundo faz, antes de rezar cinco vezes por dia, essa imagem é o anúncio para o espectador da presença de violência." Essa crítica ecoou no Conselho sobre Relações Americano-Islâmicas, que protestou contra a insinuação de que "os muçulmanos têm total desprezo pela vida humana." Os grupos "enviaram faxes e fizeram chamadas regularmente para agências de notícias" expressando suas preocupações.
O diretor Edward Zwick se reuniu com os árabes americanos, que sugeriram alterar a história para reflectir as consequências do atentado de Oklahoma City, quando os árabes imediatamente assumiram a responsabilidade. Esta ideia foi rejeitada. Zwick observou que vilões de The Siege também incluem membros do governo dos EUA, e rejeitou as críticas, dizendo: "Toda vez que alguém abordar questões religiosas, haverá esse tipo de reação. Devemos apresentar cada grupo apenas como paradigmas de virtude? O filme é inspirador desse tipo de reflexão. Acontece que eu venho de uma escola em que os filmes não só devem fazer você se sentir desconfortável, eles podem fazer você pensar. [...]Você pode antecipar qualquer tipo de reação nestas tempos em que a sensibilidade parece muito alto na cultura. Tenho um amigo que diz que, se você não tiver ofendido alguém, você é um ninguém. [...] Como é a sensação de ser um para-raios? [...] Eu a acho melhor do que ser universalmente ignorado. Em uma cultura onde parece haver muito o que falar, é bom ser falado."
"O que o filme é o mais profundamente sobre - é sobre as nossas próprias possibilidades latentes de repressão, estereótipos e preconceitos", diz Zwick. "Para ver os americanos arredondado nas ruas, ver os americanos colocar em estádios, ver as pessoas detidas sem habeas corpus - de ter seus direitos violados de uma forma é uma coisa tão assustadora e terrível apenas para ver - que é o que se tira, eu acredito que, a partir deste filme."
Em uma entrevista de setembro de 2007, o roteirista Lawrence Wright atribuiu o fracasso do filme nas bilheterias pelos protestos de muçulmanos e árabes em cinemas que apresentavam o filme, mas também alegou que foi o filme mais alugado nos Estados Unidos depois dos ataques de 11 de setembro.
Acadêmica Alexandra Campbell citou o ex-prisioneiro de Guantánamo Tarek Dergoul quando comparado a demonização de ficção e abuso extrajudicial dos muçulmanos no filme e os abusos que Dergoul descrito em sua primeira entrevista após o repatriamento.

## Prémios e nomeações
Blockbuster Entertainment Awards
- Venceu na categoria de melhor ator coadjuvante - suspense (Bruce Willis)[carece de fontes?]

Framboesa de Ouro
- Venceu na categoria de pior ator (Bruce Willis)[carece de fontes?]